# Japanse rotstuin

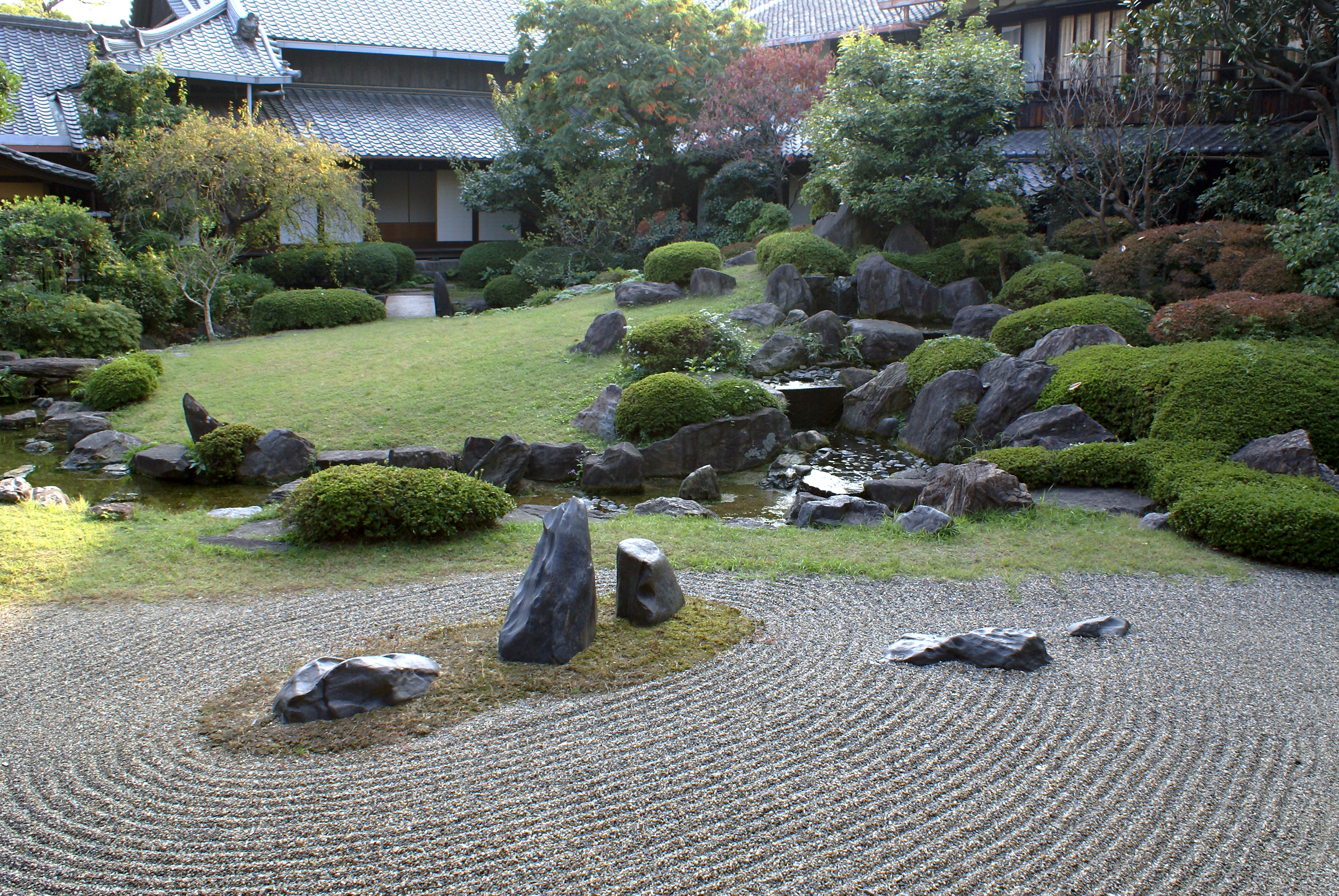
Shitennoji Honbo-tuin.

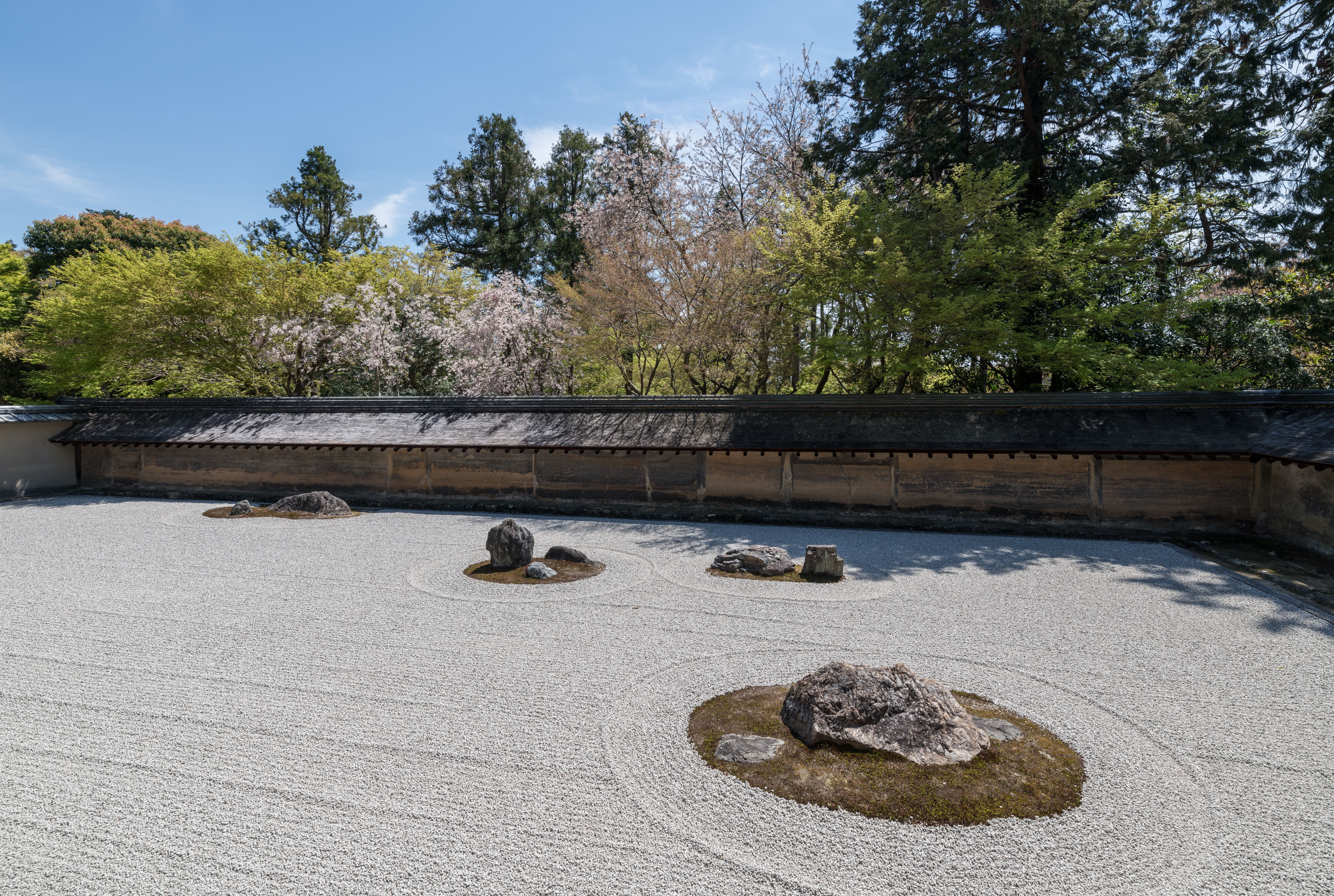
De droge tuin in Ryoan-ji.

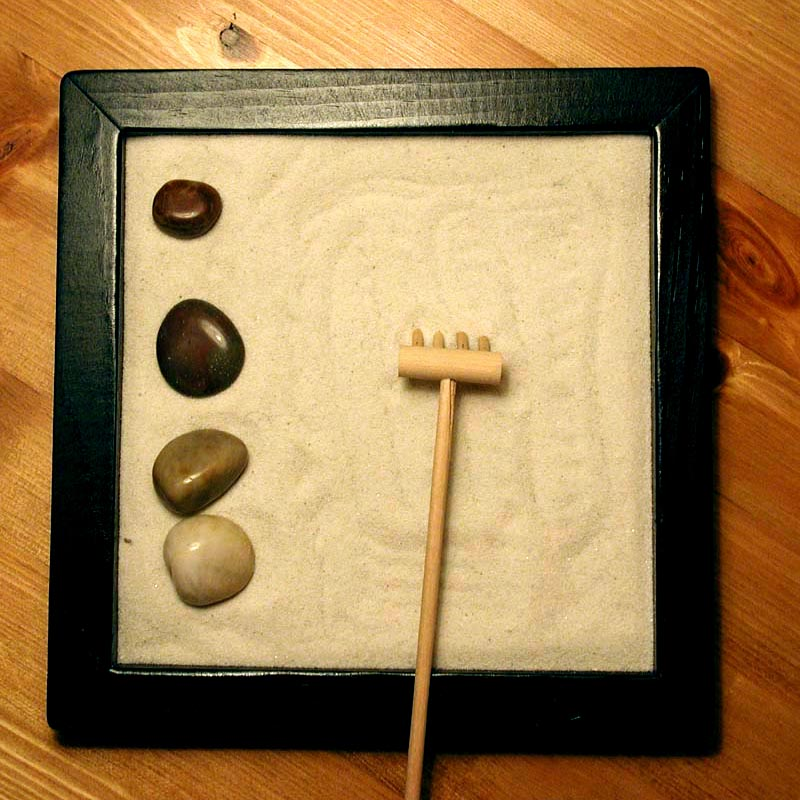
Een miniatuur van een droog landschap-tuin.

Een Japanse rotstuin (枯山水, karesansui), soms ook wel zentuin genoemd, is een ondiepe put gevuld met zand, grind, stenen en soms gras of andere natuurlijke elementen. Vaak wordt het zand gebruikt om het effect van water te creëren middels rimpels en patronen. Planten zijn soms wel aanwezig, maar vormen geen essentieel onderdeel van de rotstuin. Een bekende rotstuin is die in Ryoan-ji.
Het maken en onderhouden van een Japanse rotstuin wordt gezien als een kunstvorm. Ze zijn vaak zo ingericht dat ze moeten worden bekeken vanuit een enkele positie. In de westerse cultuur wordt vaak gedacht dat de tuin bedoeld is om mensen te helpen mentaal tot rust te komen, maar daar waren ze in Japan oorspronkelijk niet voor bedoeld.
Er bestaan verschillende interpretaties van de vormgeving van een Japanse rotstuin: zo zou het grind staan voor de oceaan, en de grotere stenen die hierin liggen voor de eilanden van Japan. Ook zouden de stenen delen vormen van de kanji voor 'hart' of 'geest'.

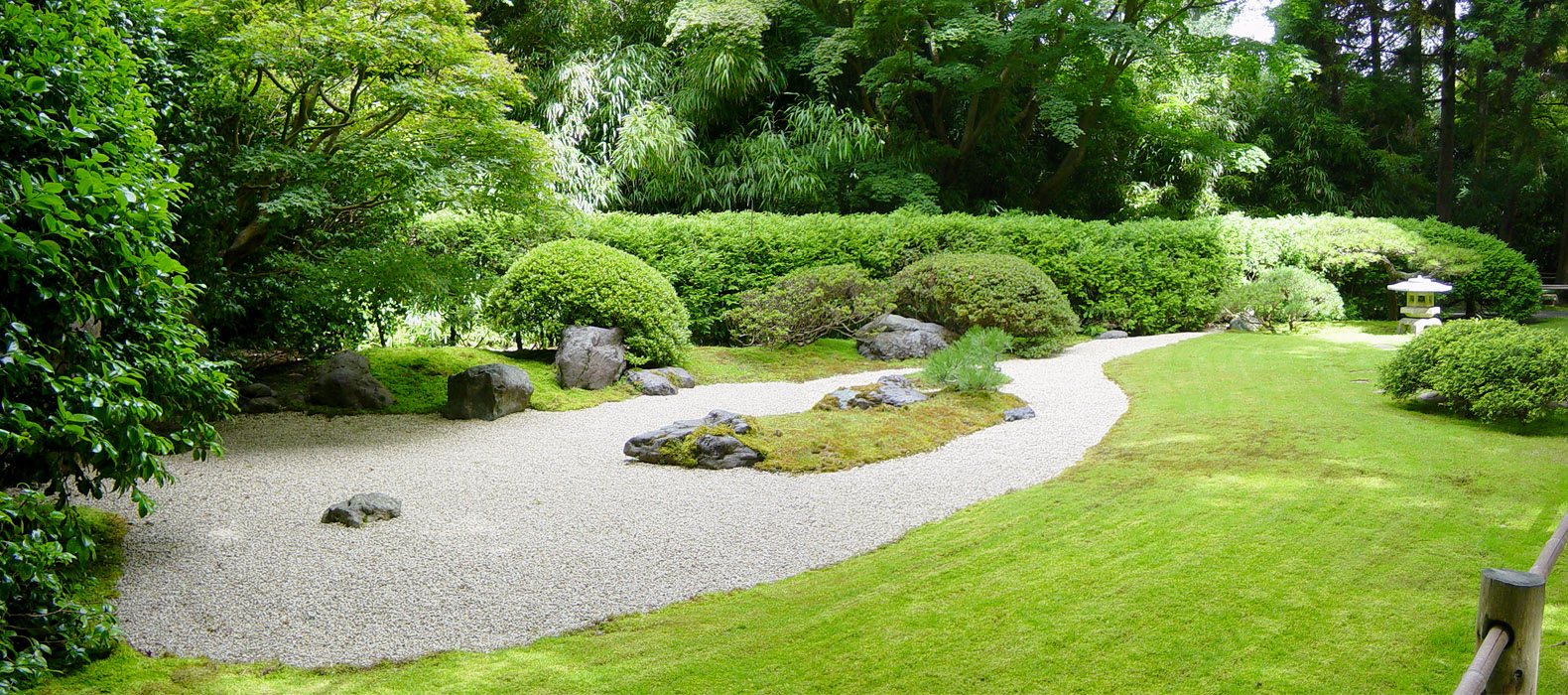
Zentuin in de Japanese Tea Garden in San Francisco
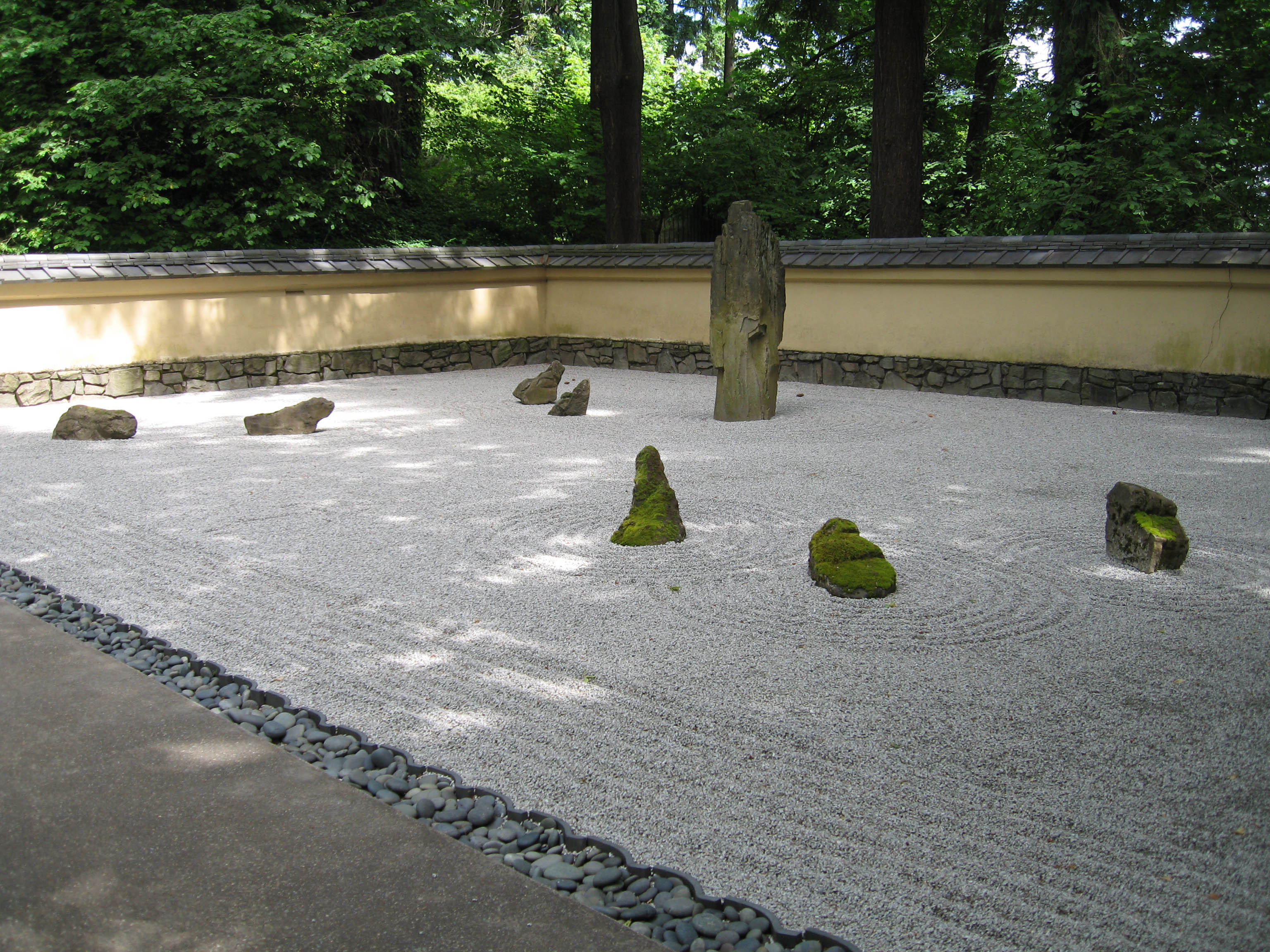
Zentuin in de Portland Japanese Garden
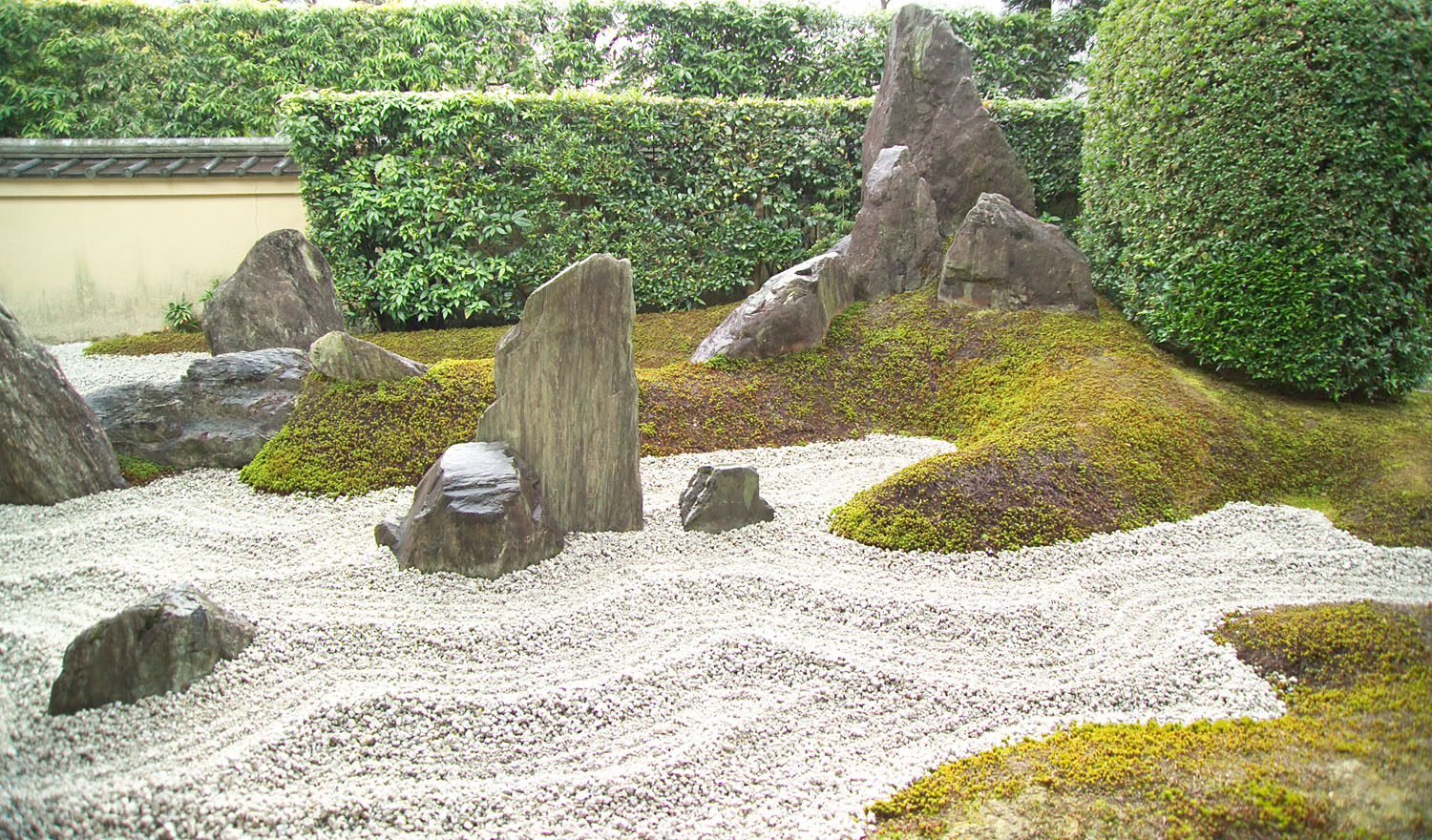
Zentuin in Daitoku-ji
Seizoen close-up van het middendeel van de o-karikomi vormsnoei in Tsubo-en (Lelystad).